# Maurice Desvallières
Pour les articles homonymes, voir Desvallières.
Ernest Georges Maurice Lefebvre-Desvallières, dit Maurice Desvallières, est un homme de lettres français, né le 3 octobre 1857 à Paris et mort le 23 mars 1926 à Paris (9e arrondissement).

## Biographie
Maurice est le frère de George Desvallières, et le fils d'Émile Lefebvre-Desvallières, administrateur en chef des Messageries maritimes, et de Marie Legouvé (fille et petite-fille des académiciens Ernest Legouvé et Gabriel-Marie Legouvé).
Il suit ses études au lycée Condorcet.
Il écrit plusieurs pièces de théâtre en collaboration avec Georges Feydeau.

## Œuvres
- Le premier bal (1879)
- Amis d'enfance (1879)
- On demande un ministre ! (1881)
- Prête-moi ta femme ! (1884)
- Les Fiancés de Loches avec Georges Feydeau (1888)
- L'Affaire Édouard avec Georges Feydeau (1889)
- C'est une femme du monde ! avec Georges Feydeau (1890)
- Le Mariage de Barillon avec Georges Feydeau (1890)
- Le Ruban avec Georges Feydeau (1894)
- L'Hôtel du libre échange avec Georges Feydeau (1894)
- Le truc de Séraphin (1901)
- L'Age d'or, avec Georges Feydeau (1905)
- Seine-Port et ses vieilles maisons (1920)
- Champignol malgré lui (1959)

### Livrets
- 1908 : Mam'zelle Trompette, opérette en 3 actes, musique de Théophile Hirlemann, livret de Maurice Desvallières et Paul Moncousin
- 1913 : Les Deux princesses, opérette en 3 actes, musique d'Henri Hirschmann, livret de Maurice Desvallières et Paul Moncousin
- 1920 : Princesse Carnaval, opérette en 3 actes, musique d'Henri Hirschmann, livret de Maurice Desvallières et Paul Moncousin